# Nokere Koerse 1970
La Nokere Koerse 1970, venticinquesima edizione della corsa, si svolse il 18 marzo per un percorso con partenza ed arrivo a Nokere. Fu vinta dal belga André Dierickx della squadra Flandria-Mars davanti ai connazionali Patrick Sercu e Bernard Vandekerckhove.

## Ordine d'arrivo (Top 10)
| Pos. | Corridore              | Squadra             | Tempo    |
| ---- | ---------------------- | ------------------- | -------- |
| 1    | André Dierickx         | Flandria-Mars       | 4h06'00" |
| 2    | Patrick Sercu          | Dreher              | a 2'00"  |
| 3    | Bernard Vandekerckhove | Dreher              | s.t.     |
| 4    | Wim du Bois            | Flandria-Mars       | s.t.     |
| 5    | Jaak De Boever         | Flandria-Mars       | a 2'15"  |
| 6    | Romain Furniere        | Hertekamp-Magniflex | s.t.     |
| 7    | Willy Donie            | Goldor-Fryns        | a 4'00"  |
| 8    | Leopold Van den Neste  | Geens-Watney        | s.t.     |
| 9    | Walter Boucquet        | Mann-Grundig        | s.t.     |
| 10   | Noël Vantyghem         | Hertekamp-Magniflex | s.t.     |